# 도이체 방크 파르크
도이체 방크 파르크(Deutsche Bank Park)는 독일 헤센주 프랑크푸르트암마인에 있는 축구 경기장이다. 아인트라흐트 프랑크푸르트의 홈 구장으로 사용되고 있으며 1974년 FIFA 월드컵, 2006년 FIFA 월드컵 경기가 열린 곳으로 프랑크푸르트 시내가 잘 보인다.

## 명칭
본래 이름은 발트슈타디온(Waldstadion, 독일어로 "숲의 경기장"이라는 뜻)으로 경기장 이름은 2005년 5월 1일 독일의 은행인 코메르츠방크가 10년간(5년 연장) 경기장 명명권 계약을 맺으며 코메르츠방크 아레나라는 명칭을 사용했다. 2006년 FIFA 월드컵 때에는 프랑크푸르트 FIFA 월드컵 스타디움(FIFA WM-Stadion Frankfurt)이라는 명칭을 사용했는데 이는 FIFA가 월드컵 대회 기간 중에 공식 스폰서를 제외한 기업 명칭을 경기장 이름에 사용하지 못하도록 했기 때문이다.
지난 15년 동안 이어진 코메르츠방크와의 후원 계약이 2020년 6월 30일에 만료되었다. 새로운 후원사는 7월 1일부터 도이치은행으로 변경되었으며, 후원 계약은 2027년 6월 30일까지이며 연장 옵션이 있다. 7월 1일부터 공식적으로 경기장 이름을 도이체 방크 파르크(Deutsche Bank Park)로 부르고 있다.

## 기록

### 2006년 FIFA 월드컵
| 날짜            | 팀 1     | 스코어 | 팀 2       | 라운드 |
| --------------- | -------- | ------ | ---------- | ------ |
| 2006년 6월 10일 | 잉글랜드 | 1 - 0  | 파라과이   | B조    |
| 2006년 6월 13일 | 대한민국 | 2 - 1  | 토고       | G조    |
| 2006년 6월 17일 | 포르투갈 | 2 - 0  | 이란       | D조    |
| 2006년 6월 21일 | 네덜란드 | 0 - 0  | 아르헨티나 | C조    |
| 2006년 7월 1일  | 브라질   | 0 - 1  | 프랑스     | 8강    |

## 같이 보기
- 아인트라흐트 프랑크푸르트
- 2006년 FIFA 월드컵
- 2011년 FIFA 여자 월드컵